# Zwarte monarch
De zwarte monarch (Myiagra alecto) is een zangvogel uit de familie Monarchidae (monarchen) die voorkomt in Australië, Nieuw-Guinea en de Molukken.

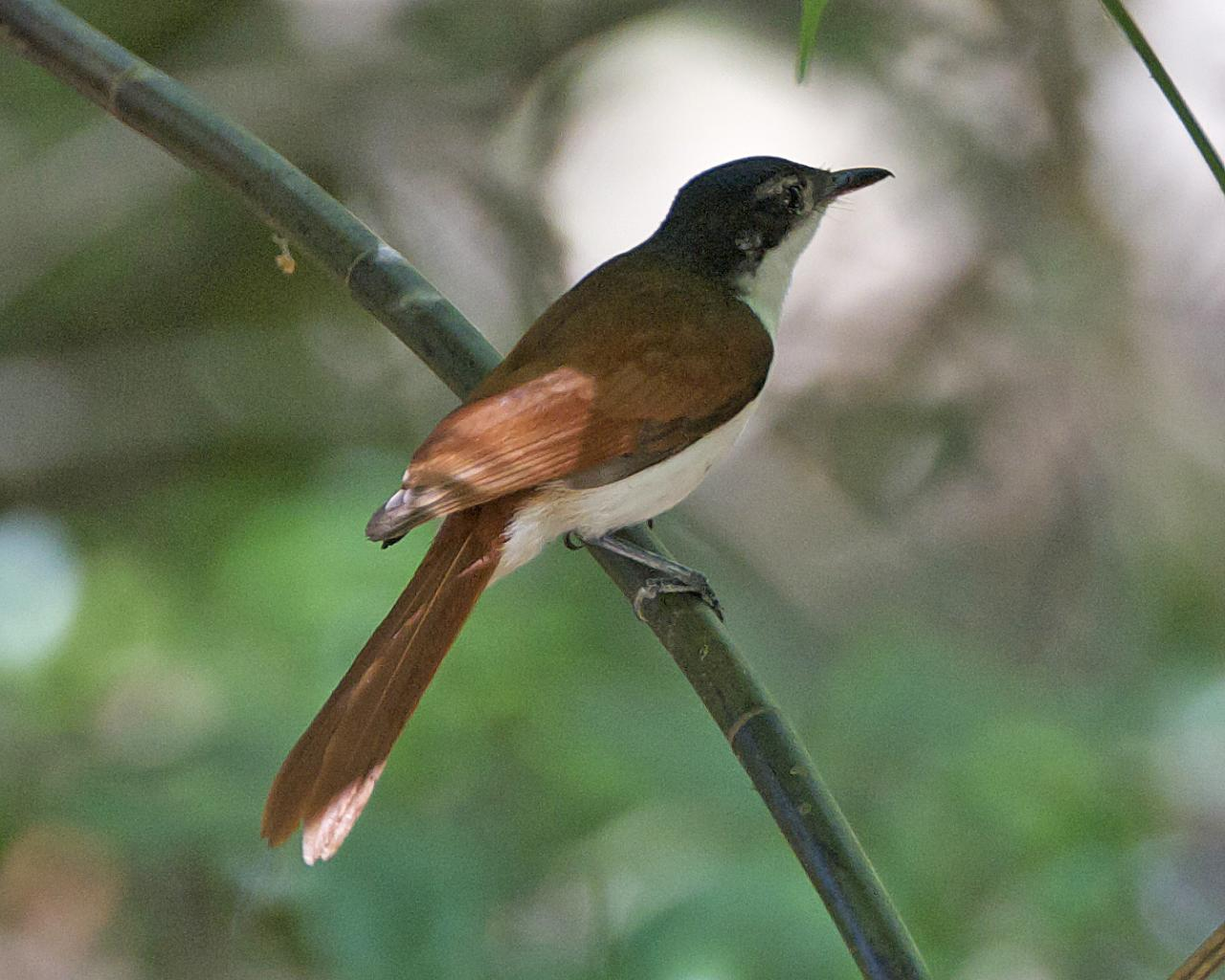
Vrouwtje

## Kenmerken
De vogel is ongeveer 17 tot 19 cm lang. Het mannetje is onmiskenbaar, want de enige soort die geheel glanzend zwart gekleurd is. Bij het vrouwtje zijn alleen de kruin en de nek glanzend zwart. keel, borst en buik zijn wit en de mantel en de rug zijn kastanjebruin. Onvolwassen vogels lijken op het vrouwtje, maar zijn doffer gekleurd. Het zijn levendige, tijdens het foerageren snel bewegende vogels die voorkomen in paren of kleine groepjes. Mannetjes lijken schuwer dan vrouwtjes.

## Verspreiding en leefgebied
De zwarte monarch komt voor in grote delen van Nieuw-Guinea, de Bismarckarchipel, de Aru-eilanden, de Molukken en in het noorden van Australië. Het is een plaatselijk redelijk algemene vogel van dicht bos of struikgewas in de buurt van water zoals rivier- of beekgeleidend bos (regenwoud en secondair bos) en mangrove. Meestal in laagland tot 500 m boven de zeespiegel.
De soort telt acht ondersoorten:
- M. a. alecto: de noordelijke Molukken.
- M. a. longirostris: Tanimbar-eilanden.
- M. a. rufolateralis: Aru-eilanden.
- M. a. chalybeocephala: Nieuw-Guinea en de Bismarck-archipel.
- M. a. lucida: D'Entrecasteaux-eilanden en de Louisiaden.
- M. a. manumudari: Manam.
- M. a. melvillensis: noordwestelijk en noordelijk-centraal Australië.
- M. a. wardelli: zuidelijk-centraal Nieuw-Guinea, noordoostelijk en oostelijk Australië.

## Status
De zwarte monarch heeft een enorm groot verspreidingsgebied en daardoor alleen al is de kans op de status kwetsbaar (voor uitsterven) uiterst gering. De grootte van de populatie is niet gekwantificeerd, maar is stabiel. Het is een plaatselijk algemene vogel, om deze redenen staat deze monarch als niet bedreigd op de Rode Lijst van de IUCN.